# NGC 4419
NGC 4419 (другие обозначения — UGC 7551, MCG +3-32-38, CGCG 99-54, VCC 958, IRAS 12244+1519, PGC 40772) — спиральная галактика с перемычкой (SBa) в созвездии Волосы Вероники.
Этот объект входит в число перечисленных в оригинальной редакции «Нового общего каталога».
В галактике вспыхнула сверхновая SN 1984A типа I, её пиковая видимая звездная величина составила 16,0.
В галактике вспыхнула сверхновая SN 2012cc типа II, её пиковая видимая звездная величина составила 18,2.